# Kathleen Adebola Okikiolu
Kathleen Adebola Okikiolu   (Anglaterra, 1965)és una matemàtica anglesa. És coneguda per la seva obra sobre operadors diferencials el·líptics així com la seva feina amb nens de zones marginals. El seu pare era George Olatokunbo Okikiolu, un matemàtic de renom de Nigèria i el matemàtic negre més publicat. La seva mare britànica era professora de matemàtiques d'educació secundària. Okikiolu va rebre un Bachelor of Arts en matemàtiques per la Universitat de Cambridge el 1987. El 1991 va obtenir el seu doctorat en matemàtiques per la Universitat de Califòrnia a Los Angeles, per la seva tesi The Analogue of the Strong Szego Limit Theorem on the Toris and the 3-Sphere.
Okikiolu va ser monitora i més tard professora de la Universitat de Princeton de 1993 a 1995. Després va treballar com a professora ajudant visitant a l'Institut de Tecnologia de Massachusetts, ser professora de la UC San Diego des de 1995. El 2011 es va incorporar a la Departament de Matemàtiques de la Universitat Johns Hopkins.
La van convidar a participar en la trobada de l'Associació de Dones en Matemàtiques de 1996. També va pronunciar la conferència Claytor-Woodard en la reunió de 2002 de l'Associació Nacional de Matemàtiques, una organització per als matemàtics afroamericans.
El 1997 Okikiolu es la primera negra en rebre una beca Sloan. El 1997 també va ser guardonada amb el Presidential Early Career Award for Scientists and Engineers, tant per la seva investigació matemàtica com per desenvolupar programes de matemàtiques per als nens de les escoles de zones marginals. Aquest guardó s'atorga a només seixanta científics i enginyers cada any i té un premi de 500.000 dòlars.